# Synapseudes shiinoi
Synapseudes shiinoi är en kräftdjursart som beskrevs av Riggio 1973. Synapseudes shiinoi ingår i släktet Synapseudes och familjen Metapseudidae. Inga underarter finns listade i Catalogue of Life.